# Potamogeton nodosus var. typicus
Potamogeton nodosus subsp. typicus é uma variedade de planta com flor pertencente à família Potamogetonaceae. 
A autoridade científica da variedade é (Baagöe) Maire.

## Portugal
Trata-se de uma variedade presente no território português, nomeadamente em Portugal Continental.
Em termos de naturalidade é nativa da região atrás indicada.

## Protecção
Não se encontra protegida por legislação portuguesa ou da Comunidade Europeia.